# Parafia św. Jadwigi w Wilmington
Parafia św. Jadwigi w Wilmington (ang. St. Hedwig’s Parish) – parafia rzymskokatolicka położona w Wilmington, Delaware, Stany Zjednoczone.
Jest ona wieloetniczną parafią w hrabstwie New Castle, z mszą św. w j. polskim dla polskich imigrantów.
Parafia została poświęcona św. Jadwidze Śląskiej.

## Szkoły
- St. Hedwig Elementary School